# Zdzisław Pucek
Zdzisław Kazimierz Pucek (ur. 2 kwietnia 1930 w Radzyniu Podlaskim, zm. 13 września 2007 w Białowieży) – polski zoolog, teriolog, profesor zwyczajny doktor habilitowany nauk przyrodniczych, znawca biologii i ekologii żubra, członek rzeczywisty PAN, wieloletni dyrektor Zakładu Badania Ssaków Polskiej Akademii Nauk w Białowieży (ZBS PAN) oraz członek Rady Naukowej Białowieskiego Parku Narodowego. Autor 9 książek naukowych i blisko 200 publikacji prasowych.
W latach 1966–1999 pełnił funkcję dyrektora ZBS PAN w Białowieży w tym czasie angażując się w organizację restytucji żubra w Polsce. Był redaktorem naczelnym czasopisma naukowego Acta Theriologica w latach 1963–2004. W latach 1974–2004 pełnił funkcje członka Rady Naukowej Białowieskiego Parku Narodowego, w latach 1988–2000 Państwowej Rady Ochrony Przyrody
Był członkiem: Polskiego Towarzystwa Ekologicznego, Polskiego Towarzystwa Przyrodników im. Mikołaja Kopernika, Deutsche Gesellschaft für Säugetierkunde, Ecological Society of America, a także honorowym członkiem: Polskiego Towarzystwa Zoologicznego, Ameriacan Society of Mammalogists, Teriological Society at Russian Academy of Sciences.